# ويلي ليمان
ويلي ليمان (بالألمانية: Willi (Willy) Lehmann) ضابط شرطة وعميل سوفيتي في ألمانيا النازية، ولد في لايبزيغ بالإمبراطورية الألمانية في 15 مارس 1884 وأُعدم رميا بالرصاص بدون محاكمة في العاصمة الألمانية برلين بتاريخ 13 ديسمبر 1942.
عمل ليمان كمحقق جرائم تابع للوحدة الوقائية وتدرج داخلها حتى شغل رتبة هاوبت شتورم فوهرر، وخلال نشاطه التجسسي حمل الاسم الكودي Agent A-201/Breitenbach وكان واحدا من مصادر المعلومات الثمينة للاتحاد السوفيتي في الأراضي الألمانية.